# Openbare zeden
Openbare zeden, openbare zedelijkheid en openbare zedenschennis zijn (letterlijk of in de volksmond) begrippen uit het strafrecht.  Niet alles wat indruist tegen de goede zeden is noodzakelijk strafbaar.  Dat is vaak alleen het geval wanneer dat een openbaar karakter krijgt.  Bovendien is het een erg vaag begrip: mensen zijn het verre van eens over wat zedelijk verantwoord is en wat niet.  Het begrip verandert ook in de tijd: wat twintig jaar geleden als onzedelijk bevonden werd, is dat nu niet noodzakelijk meer zo; het omgekeerde is ook mogelijk.

## Openbare zedelijkheid in Nederland
Artikel 254b van het Wetboek van Strafrecht (in titel XIV, Seksuele misdrijven) luidt:
Degene die opzettelijk in het openbaar of, indien een persoon daarbij zijns ondanks tegenwoordig is, op een niet openbare plaats handelingen die aanstotelijk zijn voor de eerbaarheid verricht, wordt gestraft met gevangenisstraf van ten hoogste zes maanden of geldboete van de derde categorie.
In informeel juridisch jargon wordt dit schennis genoemd, een term die in een vorige versie voorkwam.
Nudisme valt hier niet onder, zie wetgeving ongekleed zijn.
In artikel 244 van het Wetboek van Strafrecht BES wordt schennis van de eerbaarheid op dezelfde wijze omschreven maar is de maximumstraf hoger: een jaar gevangenisstraf of een geldboete van de derde categorie.

## Goede zeden en openbare zedenschennis in België
Naast openbare veiligheid, openbare orde en openbare trouw is openbare zedelijkheid de vierde openbare norm of waarde die door het Belgische Strafwetboek beschermd wordt. Het is een erg vaag begrip waarvan de beoordeling aan de rechter wordt overgelaten, en dat zich richt naar regels die op een gegeven tijdstip door het collectief geweten worden aangevoeld. Het komt sinds de hervorming van het seksueel strafrecht in 2022 aan bod in titel VIII van het Strafwetboek over "Misdaden en wanbedrijven tegen personen", meer bepaald in hoofdstuk I/1 over "Misdrijven tegen de seksuele integriteit, het seksueel zelfbeschikkingsrecht en de goede zeden". Het gaat dan in het bijzonder over twee vormen van openbare zedenschennis:
- Vervaardigen of verspreiden van inhoud van extreem pornografische of gewelddadige aard en kinderpornografie (artikelen 417/51 en 417/52 Sw.)
- Exhibitionisme (artikelen 417/53 en 417/54 Sw.)

De goede zeden in het strafrecht beperken zich niet langer tot de seksuele moraal, maar omvatten ook extreem geweld. De geviseerde extremiteit wordt in de parlementaire voorbereiding omschreven als "elke boodschap die dermate pornografisch of gewelddadig is dat zij van aard is om bij een normaal en redelijk persoon traumatiserende of andere psychisch
schadelijke gevolgen te weeg te brengen". Dit nieuwe misdrijf wordt bekritiseerd omdat de formulering en bedoeling ervan onduidelijk zijn (valt bv. literatuur onder de potentieel verboden 'boodschappen'?), maar ook omdat het op gespannen voet staat met de persoonlijke autonomie. Het dreigt deviante seksuele voorkeuren, zoals extreme BDSM, fictieve verkrachtingsporno en virtuele bestialiteiten te criminaliseren, in strijd met het grondrecht op privéleven.
Tot de hervorming van het seksueel strafrecht in 2022 nam de openbare zedelijkheid een grotere plaats in in het Belgisch strafrecht. Uitgangspunt was toen het strafbaar stellen van inbreuken op de gezinsvrede. Titel VII van het Strafwetboek, genaamd "Misdaden en wanbedrijven tegen de orde der familie en de openbare zedelijkheid", bevatte de volgende misdrijven: vruchtafdrijving, verhinderen of vernietigen van de burgerlijke staat van kinderen, aanranding van de eerbaarheid en verkrachting, bederf van de jeugd en prostitutie, openbare zedenschennis, dubbel huwelijk en familieverlating. Overspel was in 1987 uit het strafwetboek geschrapt.
Onder openbare zedenschennis werd toen begrepen "een schaamteloze handeling, die de eerbaarheid aantast, maar die als zodanig slechts strafbaar is omdat ze door haar openbaarheid schandaal verwekt". Dit werd bestraft door artikel 383 e.v. Sw., die in de eerste plaats dachten aan oneerbare liederen, prenten, vlugschriften en voorwerpen die strijdig waren met de goede zeden. Het verspreiden daarvan kon tot zes maanden gevangenisstraf opleveren; het maken tot één jaar. Daarnaast sprak de wet ook van handelingen in het openbaar die de eerbaarheid kwetsen. Verdere invulling werd aan de rechter overgelaten, die ook de omstandigheden moest beoordelen.
De Brugse correctionele rechter heeft op 19 februari 2008 opschorting van straf uitgesproken voor openbare zedenschennis, terwijl het twee mannen hebben toegegeven dat ze fellatio bedreven in de duinen aan het naaktstrand in Bredene. Hierdoor zijn zij niet gestraft.